# Three Cheers for Sweet Revenge
Three Cheers For Sweet Revenge је други студијски албум рок групе My Chemical Romance из Њу Џерзија. То је концептни албум који наставља причу са првог албума, I Brought You My Bullets, You Brought Me Your Love, а фронтмен Џерард каже да је о страху од губитка драге особе.

## Концепт
Овај албум наставља причу из претходног албума где двоје љубавника погину у пустињи. У овом албуму човек покушава да добије свој живот назад и да се придружи жени коју воли. У замену за свој живот он мора да донесе душе хиљаду злих људи ђаволу.

## Списак песама
1. “Helena” – 3:22
2. “Give 'Em Hell, Kid” – 2:18
3. “To the End” – 3:01
4. “You Know What They Do to Guys Like Us in Prison” – 2:53
5. “I'm Not Okay (I Promise)” – 3:08
6. “The Ghost of You” – 3:23
7. “The Jetset Life Is Gonna Kill You” – 3:37
8. “Interlude” – 0:57
9. “Thank You for the Venom” – 3:41
10. “Hang 'Em High” – 2:47
11. “It's Not a Fashion Statement, It's a Deathwish” – 3:30
12. “Cemetery Drive” – 3:08
13. “I Never Told You What I Do for a Living” – 3:51